# Liste des députés allemands de la république de Weimar (1re législature)
Les députés de la première législature de la république de Weimar sont les députés du Reichstag élus lors des élections législatives allemandes de 1920 pour la période 1920-1924.

## Liste des députés
| Land                                                                    | Circonscription                   | Élu                               | Parti | Parti |
| ----------------------------------------------------------------------- | --------------------------------- | --------------------------------- | ----- | ----- |
| État libre de Prusse                                                    | 01 (Prusse-Orientale)             | Friedrich Börschmann              |       | SPD   |
| État libre de Prusse                                                    | 01 (Prusse-Orientale)             | Reinhold Brunzel                  |       | SPD   |
| État libre de Prusse                                                    | 01 (Prusse-Orientale)             | Carl Jäcker                       |       | SPD   |
| État libre de Prusse                                                    | 01 (Prusse-Orientale)             | Wilhelmine Kähler                 |       | SPD   |
| État libre de Prusse                                                    | 01 (Prusse-Orientale)             | Gustav Kluwe                      |       | SPD   |
| État libre de Prusse                                                    | 01 (Prusse-Orientale)             | Theodor Kotzur                    |       | SPD   |
| État libre de Prusse                                                    | 01 (Prusse-Orientale)             | Josef Lübbring                    |       | SPD   |
| État libre de Prusse                                                    | 01 (Prusse-Orientale)             | Hermann Schulz                    |       | SPD   |
| État libre de Prusse                                                    | 01 (Prusse-Orientale)             | Friedrich Seemann                 |       | SPD   |
| État libre de Prusse                                                    | 01 (Prusse-Orientale)             | Theodor Wolff                     |       | SPD   |
| État libre de Prusse                                                    | 01 (Prusse-Orientale)             | Franz Behrens                     |       | DNVP  |
| État libre de Prusse                                                    | 01 (Prusse-Orientale)             | Paul Hensel                       |       | DNVP  |
| État libre de Prusse                                                    | 01 (Prusse-Orientale)             | Gerhard von Kanitz                |       | DNVP  |
| État libre de Prusse                                                    | 01 (Prusse-Orientale)             | Fritz Maxin                       |       | DNVP  |
| État libre de Prusse                                                    | 01 (Prusse-Orientale)             | Adolf Richter                     |       | DNVP  |
| État libre de Prusse                                                    | 01 (Prusse-Orientale)             | Hermann Cuno                      |       | DVP   |
| État libre de Prusse                                                    | 01 (Prusse-Orientale)             | Alexander Graf zu Dohna-Schlodien |       | DVP   |
| État libre de Prusse                                                    | 01 (Prusse-Orientale)             | Milka Fritsch                     |       | DVP   |
| État libre de Prusse                                                    | 01 (Prusse-Orientale)             | Ernst Scholz                      |       | DVP   |
| État libre de Prusse                                                    | 01 (Prusse-Orientale)             | Paul Fleischer                    |       | ZEN   |
| État libre de Prusse                                                    | 01 (Prusse-Orientale)             | Franz Bartschat                   |       | DDP   |
| État libre de Prusse                                                    | 01 (Prusse-Orientale)             | Elisabeth Brönner                 |       | DDP   |
| État libre de Prusse                                                    | 01 (Prusse-Orientale)             | Ernst Siehr                       |       | DDP   |
| État libre de Prusse                                                    | 01 (Prusse-Orientale)             | Friedrich Weinhausen              |       | DDP   |
| État libre de Prusse                                                    | 01 (Prusse-Orientale)             | Max Heydemann                     |       | KPD   |
| État libre de Prusse                                                    | 02 (Berlin)                       | Richard Fischer                   |       | SPD   |
| État libre de Prusse                                                    | 02 (Berlin)                       | Hugo Heimann                      |       | SPD   |
| État libre de Prusse                                                    | 02 (Berlin)                       | Clara Schuch                      |       | SPD   |
| État libre de Prusse                                                    | 02 (Berlin)                       | Arthur Crispien                   |       | USPD  |
| État libre de Prusse                                                    | 02 (Berlin)                       | Emil Eichhorn                     |       | USPD  |
| État libre de Prusse                                                    | 02 (Berlin)                       | Adolph Hoffmann                   |       | USPD  |
| État libre de Prusse                                                    | 02 (Berlin)                       | Georg Ledebour                    |       | USPD  |
| État libre de Prusse                                                    | 02 (Berlin)                       | Heinrich Malzahn                  |       | USPD  |
| État libre de Prusse                                                    | 02 (Berlin)                       | Julius Moses                      |       | USPD  |
| État libre de Prusse                                                    | 02 (Berlin)                       | Luise Zietz                       |       | USPD  |
| État libre de Prusse                                                    | 02 (Berlin)                       | Emil Berndt                       |       | DNVP  |
| État libre de Prusse                                                    | 02 (Berlin)                       | Wilhelm Laverrenz                 |       | DNVP  |
| État libre de Prusse                                                    | 02 (Berlin)                       | Wilhelm Benecke                   |       | DVP   |
| État libre de Prusse                                                    | 02 (Berlin)                       | Wilhelm Kahl                      |       | DVP   |
| État libre de Prusse                                                    | 02 (Berlin)                       | Hans von Raumer                   |       | DVP   |
| État libre de Prusse                                                    | 02 (Berlin)                       | Maximilian Pfeiffer               |       | ZEN   |
| État libre de Prusse                                                    | 02 (Berlin)                       | Carl-Friedrich von Siemens        |       | DDP   |
| État libre de Prusse                                                    | 03 (Potsdam II)                   | Eduard Bernstein                  |       | SPD   |
| État libre de Prusse                                                    | 03 (Potsdam II)                   | Elfriede Ryneck                   |       | SPD   |
| État libre de Prusse                                                    | 03 (Potsdam II)                   | Ernst Däumig                      |       | USPD  |
| État libre de Prusse                                                    | 03 (Potsdam II)                   | Franz Künstler                    |       | USPD  |
| État libre de Prusse                                                    | 03 (Potsdam II)                   | Kurt Löwenstein                   |       | USPD  |
| État libre de Prusse                                                    | 03 (Potsdam II)                   | Paul Wegmann                      |       | USPD  |
| État libre de Prusse                                                    | 03 (Potsdam II)                   | Fritz Zubeil                      |       | USPD  |
| État libre de Prusse                                                    | 03 (Potsdam II)                   | Kuno von Westarp                  |       | DNVP  |
| État libre de Prusse                                                    | 03 (Potsdam II)                   | Reinhold Wulle                    |       | DNVP  |
| État libre de Prusse                                                    | 03 (Potsdam II)                   | Siegfried von Kardorff            |       | DVP   |
| État libre de Prusse                                                    | 03 (Potsdam II)                   | Paul Luther                       |       | DVP   |
| État libre de Prusse                                                    | 03 (Potsdam II)                   | Gustav Stresemann                 |       | DVP   |
| État libre de Prusse                                                    | 03 (Potsdam II)                   | Bernhard Dernburg                 |       | DDP   |
| État libre de Prusse                                                    | 04 (Potsdam I)                    | Marie Juchacz                     |       | SPD   |
| État libre de Prusse                                                    | 04 (Potsdam I)                    | Otto Sidow                        |       | SPD   |
| État libre de Prusse                                                    | 04 (Potsdam I)                    | Rudolf Wissell                    |       | SPD   |
| État libre de Prusse                                                    | 04 (Potsdam I)                    | Rudolf Breitscheid                |       | USPD  |
| État libre de Prusse                                                    | 04 (Potsdam I)                    | Paul Brühl                        |       | USPD  |
| État libre de Prusse                                                    | 04 (Potsdam I)                    | Wilhelm Staab                     |       | USPD  |
| État libre de Prusse                                                    | 04 (Potsdam I)                    | Frida Wulff                       |       | USPD  |
| État libre de Prusse                                                    | 04 (Potsdam I)                    | Emil Ebersbach                    |       | DNVP  |
| État libre de Prusse                                                    | 04 (Potsdam I)                    | Friedrich Hammer                  |       | DNVP  |
| État libre de Prusse                                                    | 04 (Potsdam I)                    | Berthold Krüger                   |       | DNVP  |
| État libre de Prusse                                                    | 04 (Potsdam I)                    | Maria Schott                      |       | DNVP  |
| État libre de Prusse                                                    | 04 (Potsdam I)                    | Hermann Pachnicke                 |       | DDP   |
| État libre de Prusse                                                    | 05 (Francfort)                    | Karl Giebel                       |       | SPD   |
| État libre de Prusse                                                    | 05 (Francfort)                    | Oswald Schumann                   |       | SPD   |
| État libre de Prusse                                                    | 05 (Francfort)                    | Otto Wels                         |       | SPD   |
| État libre de Prusse                                                    | 05 (Francfort)                    | Maria Karch                       |       | USPD  |
| État libre de Prusse                                                    | 05 (Francfort)                    | Franz Kotzke                      |       | USPD  |
| État libre de Prusse                                                    | 05 (Francfort)                    | Wilhelm Bruhn                     |       | DNVP  |
| État libre de Prusse                                                    | 05 (Francfort)                    | Carl Malke                        |       | DNVP  |
| État libre de Prusse                                                    | 05 (Francfort)                    | Fritz Warmuth                     |       | DNVP  |
| État libre de Prusse                                                    | 05 (Francfort)                    | Hans Arthur von Kemnitz           |       | DVP   |
| État libre de Prusse                                                    | 05 (Francfort)                    | Bruno Zeschke                     |       | DVP   |
| État libre de Prusse                                                    | 05 (Francfort)                    | Max Bahr                          |       | DDP   |
| État libre de Prusse                                                    | 06 (Poméranie)                    | Karl Kirchmann                    |       | SPD   |
| État libre de Prusse                                                    | 06 (Poméranie)                    | Alwin Körsten                     |       | SPD   |
| État libre de Prusse                                                    | 06 (Poméranie)                    | Alexander Kuntze                  |       | SPD   |
| État libre de Prusse                                                    | 06 (Poméranie)                    | Georg Schmidt                     |       | SPD   |
| État libre de Prusse                                                    | 06 (Poméranie)                    | August Horn                       |       | USPD  |
| État libre de Prusse                                                    | 06 (Poméranie)                    | Ewald Vogtherr                    |       | USPD  |
| État libre de Prusse                                                    | 06 (Poméranie)                    | Margarete Behm                    |       | DNVP  |
| État libre de Prusse                                                    | 06 (Poméranie)                    | Willy Jandrey                     |       | DNVP  |
| État libre de Prusse                                                    | 06 (Poméranie)                    | Gustav Malkewitz                  |       | DNVP  |
| État libre de Prusse                                                    | 06 (Poméranie)                    | Karl Schimmelpfennig              |       | DNVP  |
| État libre de Prusse                                                    | 06 (Poméranie)                    | Otto Schmidt                      |       | DNVP  |
| État libre de Prusse                                                    | 06 (Poméranie)                    | Elsa Matz                         |       | DVP   |
| État libre de Prusse                                                    | 06 (Poméranie)                    | Fritz Mittelmann                  |       | DVP   |
| État libre de Prusse                                                    | 06 (Poméranie)                    | Anton Spetzler                    |       | DVP   |
| État libre de Mecklembourg-Schwerin État libre de Mecklembourg-Strelitz | 07 (Mecklembourg)                 | Wilhelm Kröger                    |       | SPD   |
| État libre de Mecklembourg-Schwerin État libre de Mecklembourg-Strelitz | 07 (Mecklembourg)                 | Johannes Stelling                 |       | SPD   |
| État libre de Mecklembourg-Schwerin État libre de Mecklembourg-Strelitz | 07 (Mecklembourg)                 | Joseph Herzfeld                   |       | USPD  |
| État libre de Mecklembourg-Schwerin État libre de Mecklembourg-Strelitz | 07 (Mecklembourg)                 | Albrecht von Graefe               |       | DNVP  |
| État libre de Mecklembourg-Schwerin État libre de Mecklembourg-Strelitz | 07 (Mecklembourg)                 | Carl Anton Piper                  |       | DVP   |
| État libre de Mecklembourg-Schwerin État libre de Mecklembourg-Strelitz | 07 (Mecklembourg)                 | Hans Sivkovich                    |       | DDP   |
| État libre de Mecklembourg-Schwerin État libre de Mecklembourg-Strelitz | 07 (Mecklembourg)                 | Peter Stubmann                    |       | DDP   |
| État libre de Prusse                                                    | 08 (Breslau)                      | Maria Ansorge                     |       | SPD   |
| État libre de Prusse                                                    | 08 (Breslau)                      | Franz Feldmann                    |       | SPD   |
| État libre de Prusse                                                    | 08 (Breslau)                      | Karl Franz                        |       | SPD   |
| État libre de Prusse                                                    | 08 (Breslau)                      | Paul Löbe                         |       | SPD   |
| État libre de Prusse                                                    | 08 (Breslau)                      | Max Seppel                        |       | SPD   |
| État libre de Prusse                                                    | 08 (Breslau)                      | Kurt Deglerk                      |       | DNVP  |
| État libre de Prusse                                                    | 08 (Breslau)                      | Friedrich Wilhelm Semmler         |       | DNVP  |
| État libre de Prusse                                                    | 08 (Breslau)                      | Werner von Rheinbaben             |       | DVP   |
| État libre de Prusse                                                    | 08 (Breslau)                      | Alfred Janeba                     |       | ZEN   |
| État libre de Prusse                                                    | 08 (Breslau)                      | Alois Puschmann                   |       | ZEN   |
| État libre de Prusse                                                    | 08 (Breslau)                      | Karl-Anton Schulte                |       | ZEN   |
| État libre de Prusse                                                    | 09 (Liegnitz)                     | Emil Girbig                       |       | SPD   |
| État libre de Prusse                                                    | 09 (Liegnitz)                     | Adele Schreiber-Krieger           |       | SPD   |
| État libre de Prusse                                                    | 09 (Liegnitz)                     | Paul Taubadel                     |       | SPD   |
| État libre de Prusse                                                    | 09 (Liegnitz)                     | Anna Nemitz                       |       | USPD  |
| État libre de Prusse                                                    | 09 (Liegnitz)                     | Oskar Hergt                       |       | DNVP  |
| État libre de Prusse                                                    | 09 (Liegnitz)                     | Hermann Schröter                  |       | DNVP  |
| État libre de Prusse                                                    | 09 (Liegnitz)                     | August Beuermann                  |       | DVP   |
| État libre de Prusse                                                    | 09 (Liegnitz)                     | Julius Kopsch                     |       | DDP   |
| État libre de Prusse                                                    | 10 (Oppeln)                       | Roman Becker                      |       | SPD   |
| État libre de Prusse                                                    | 10 (Oppeln)                       | Anton Bias                        |       | SPD   |
| État libre de Prusse                                                    | 10 (Oppeln)                       | Frieda Hauke                      |       | SPD   |
| État libre de Prusse                                                    | 10 (Oppeln)                       | Friedrich Otto Hörsing            |       | SPD   |
| État libre de Prusse                                                    | 10 (Oppeln)                       | Heinrich Löffler                  |       | SPD   |
| État libre de Prusse                                                    | 10 (Oppeln)                       | Karl Okonsky                      |       | SPD   |
| État libre de Prusse                                                    | 10 (Oppeln)                       | Rudolf Hartmann                   |       | DNVP  |
| État libre de Prusse                                                    | 10 (Oppeln)                       | Edgar Wolf                        |       | DNVP  |
| État libre de Prusse                                                    | 10 (Oppeln)                       | Joseph Bitta                      |       | ZEN   |
| État libre de Prusse                                                    | 10 (Oppeln)                       | Franz Ehrhardt                    |       | ZEN   |
| État libre de Prusse                                                    | 10 (Oppeln)                       | Hans Herschel                     |       | ZEN   |
| État libre de Prusse                                                    | 10 (Oppeln)                       | Josef Kubetzko                    |       | ZEN   |
| État libre de Prusse                                                    | 10 (Oppeln)                       | Bruno Seibt                       |       | ZEN   |
| État libre de Prusse                                                    | 10 (Oppeln)                       | Thomas Szczeponik                 |       | ZEN   |
| État libre de Prusse                                                    | 10 (Oppeln)                       | Carl Ulitzka                      |       | ZEN   |
| État libre de Prusse                                                    | 10 (Oppeln)                       | Constantin Zawadzki               |       | ZEN   |
| État libre de Prusse                                                    | 10 (Oppeln)                       | Alois Zipper                      |       | ZEN   |
| État libre de Prusse                                                    | 10 (Oppeln)                       | Alexander Pohlmann                |       | DDP   |
| État libre de Prusse                                                    | 11 (Magdebourg)                   | Gustav Bauer                      |       | SPD   |
| État libre de Prusse                                                    | 11 (Magdebourg)                   | Hermann Beims                     |       | SPD   |
| État libre de Prusse                                                    | 11 (Magdebourg)                   | Ferdinand Bender                  |       | SPD   |
| État libre de Prusse                                                    | 11 (Magdebourg)                   | Hermann Silberschmidt             |       | SPD   |
| État libre de Prusse                                                    | 11 (Magdebourg)                   | Adolf Albrecht                    |       | USPD  |
| État libre de Prusse                                                    | 11 (Magdebourg)                   | Alwin Brandes                     |       | USPD  |
| État libre de Prusse                                                    | 11 (Magdebourg)                   | Wilhelm Dittmann                  |       | USPD  |
| État libre de Prusse                                                    | 11 (Magdebourg)                   | Carl Rieseberg                    |       | DNVP  |
| État libre de Prusse                                                    | 11 (Magdebourg)                   | Martin Schiele                    |       | DNVP  |
| État libre de Prusse                                                    | 11 (Magdebourg)                   | Walther Kulenkampff               |       | DVP   |
| État libre de Prusse                                                    | 11 (Magdebourg)                   | Katharina von Oheimb              |       | DVP   |
| État libre de Prusse                                                    | 11 (Magdebourg)                   | Karl Böhme                        |       | DDP   |
| État libre de Prusse                                                    | 11 (Magdebourg)                   | Eugen Schiffer                    |       | DDP   |
| État libre de Prusse                                                    | 12 (Mersebourg)                   | Richard Krüger                    |       | SPD   |
| État libre de Prusse                                                    | 12 (Mersebourg)                   | Bernhard Düwell                   |       | USPD  |
| État libre de Prusse                                                    | 12 (Mersebourg)                   | Wilhelm Koenen                    |       | USPD  |
| État libre de Prusse                                                    | 12 (Mersebourg)                   | Fritz Kunert                      |       | USPD  |
| État libre de Prusse                                                    | 12 (Mersebourg)                   | Gustav Raute                      |       | USPD  |
| État libre de Prusse                                                    | 12 (Mersebourg)                   | Marie Wackwitz                    |       | USPD  |
| État libre de Prusse                                                    | 12 (Mersebourg)                   | Emil Hemeter                      |       | DNVP  |
| État libre de Prusse                                                    | 12 (Mersebourg)                   | Bernhard Leopold                  |       | DNVP  |
| État libre de Prusse                                                    | 12 (Mersebourg)                   | Carl Cremer                       |       | DVP   |
| État libre de Prusse                                                    | 12 (Mersebourg)                   | Friedrich Keubler-Böhm            |       | DVP   |
| État libre de Prusse                                                    | 12 (Mersebourg)                   | Carl Delius                       |       | DDP   |
| Land de Thuringe                                                        | 13 (Thuringe)                     | Wilhelmine Eichler                |       | SPD   |
| Land de Thuringe                                                        | 13 (Thuringe)                     | Arthur Hofmann                    |       | SPD   |
| Land de Thuringe                                                        | 13 (Thuringe)                     | Hermann Käppler                   |       | SPD   |
| Land de Thuringe                                                        | 13 (Thuringe)                     | Hermann Paul Reißhaus             |       | SPD   |
| Land de Thuringe                                                        | 13 (Thuringe)                     | Wilhelm Bock                      |       | USPD  |
| Land de Thuringe                                                        | 13 (Thuringe)                     | Emil Höllein                      |       | USPD  |
| Land de Thuringe                                                        | 13 (Thuringe)                     | Heinrich Mehrhof                  |       | USPD  |
| Land de Thuringe                                                        | 13 (Thuringe)                     | Kurt Rosenfeld                    |       | USPD  |
| Land de Thuringe                                                        | 13 (Thuringe)                     | Mathilde Wurm                     |       | USPD  |
| Land de Thuringe                                                        | 13 (Thuringe)                     | Albert Arnstadt                   |       | DNVP  |
| Land de Thuringe                                                        | 13 (Thuringe)                     | Walther Graef                     |       | DNVP  |
| Land de Thuringe                                                        | 13 (Thuringe)                     | Franz Hänse                       |       | DNVP  |
| Land de Thuringe                                                        | 13 (Thuringe)                     | Erich Mackeldey                   |       | DNVP  |
| Land de Thuringe                                                        | 13 (Thuringe)                     | Friedrich Döbrich                 |       | DVP   |
| Land de Thuringe                                                        | 13 (Thuringe)                     | Richard Leutheußer                |       | DVP   |
| Land de Thuringe                                                        | 13 (Thuringe)                     | Max Richter                       |       | DVP   |
| Land de Thuringe                                                        | 13 (Thuringe)                     | Karl Poppe                        |       | ZEN   |
| Land de Thuringe                                                        | 13 (Thuringe)                     | Gertrud Bäumer                    |       | DDP   |
| État libre de Prusse                                                    | 14 (Schleswig-Holstein)           | Albert Billian                    |       | SPD   |
| État libre de Prusse                                                    | 14 (Schleswig-Holstein)           | Otto Eggerstedt                   |       | SPD   |
| État libre de Prusse                                                    | 14 (Schleswig-Holstein)           | Karl Frohme                       |       | SPD   |
| État libre de Prusse                                                    | 14 (Schleswig-Holstein)           | Adolf Köster                      |       | SPD   |
| État libre de Prusse                                                    | 14 (Schleswig-Holstein)           | Carl Legien                       |       | SPD   |
| État libre de Prusse                                                    | 14 (Schleswig-Holstein)           | Peter Michelsen                   |       | SPD   |
| État libre de Prusse                                                    | 14 (Schleswig-Holstein)           | Richard Perner                    |       | SPD   |
| État libre de Prusse                                                    | 14 (Schleswig-Holstein)           | Louise Schroeder                  |       | SPD   |
| État libre de Prusse                                                    | 14 (Schleswig-Holstein)           | Ernst Oberfohren                  |       | DNVP  |
| État libre de Prusse                                                    | 14 (Schleswig-Holstein)           | Richard Thomsen                   |       | DNVP  |
| État libre de Prusse                                                    | 14 (Schleswig-Holstein)           | Ernst Käselau                     |       | DVP   |
| État libre de Prusse                                                    | 14 (Schleswig-Holstein)           | Heinrich Runkel                   |       | DVP   |
| État libre de Prusse                                                    | 14 (Schleswig-Holstein)           | Marie Baum                        |       | DDP   |
| État libre de Prusse                                                    | 14 (Schleswig-Holstein)           | Johann Heinrich von Bernstorff    |       | DDP   |
| État libre de Prusse                                                    | 14 (Schleswig-Holstein)           | Andreas Blunck                    |       | DDP   |
| État libre de Prusse                                                    | 14 (Schleswig-Holstein)           | Philipp Johannsen                 |       | DDP   |
| État libre de Prusse                                                    | 14 (Schleswig-Holstein)           | Felix Waldstein                   |       | DDP   |
| Hambourg                                                                | 15 (Hambourg)                     | Carl August Hellmann              |       | SPD   |
| Hambourg                                                                | 15 (Hambourg)                     | Franz Laufkötter                  |       | SPD   |
| Hambourg                                                                | 15 (Hambourg)                     | Johanne Reitze                    |       | SPD   |
| Hambourg                                                                | 15 (Hambourg)                     | Otto Stolten                      |       | SPD   |
| Hambourg                                                                | 15 (Hambourg)                     | Hermann Reich                     |       | USPD  |
| Hambourg                                                                | 15 (Hambourg)                     | Karl Anton Gutknecht              |       | DNVP  |
| Hambourg                                                                | 15 (Hambourg)                     | Walther Dauch                     |       | DVP   |
| Hambourg                                                                | 15 (Hambourg)                     | Johannes Büll                     |       | DDP   |
| Hambourg                                                                | 15 (Hambourg)                     | Carl Wilhelm Petersen             |       | DDP   |
| État libre de Prusse                                                    | 16 (Weser-Ems)                    | Walter Bubert                     |       | SPD   |
| État libre de Prusse                                                    | 16 (Weser-Ems)                    | Emil Felden                       |       | SPD   |
| État libre de Prusse                                                    | 16 (Weser-Ems)                    | Oskar Hünlich                     |       | SPD   |
| État libre de Prusse                                                    | 16 (Weser-Ems)                    | Ludwig Waigand                    |       | SPD   |
| État libre de Prusse                                                    | 16 (Weser-Ems)                    | Alfred Henke                      |       | USPD  |
| État libre de Prusse                                                    | 16 (Weser-Ems)                    | Wilhelm Henning                   |       | DNVP  |
| État libre de Prusse                                                    | 16 (Weser-Ems)                    | Diedrich Dannemann                |       | DVP   |
| État libre de Prusse                                                    | 16 (Weser-Ems)                    | Alfred Gildemeister               |       | DVP   |
| État libre de Prusse                                                    | 16 (Weser-Ems)                    | Eduard Burlage                    |       | ZEN   |
| État libre de Prusse                                                    | 16 (Weser-Ems)                    | August Josef Hagemann             |       | ZEN   |
| État libre de Prusse                                                    | 16 (Weser-Ems)                    | Theodor Pennemann                 |       | ZEN   |
| État libre de Prusse                                                    | 16 (Weser-Ems)                    | Arthur Raschke                    |       | ZEN   |
| État libre de Prusse                                                    | 16 (Weser-Ems)                    | Erich Koch                        |       | DDP   |
| État libre de Prusse                                                    | 17 (Hanovre-Oriental)             | Friedrich Lesche                  |       | SPD   |
| État libre de Prusse                                                    | 17 (Hanovre-Oriental)             | Friedrich Peine                   |       | SPD   |
| État libre de Prusse                                                    | 17 (Hanovre-Oriental)             | Wilhelm Bartz                     |       | USPD  |
| État libre de Prusse                                                    | 17 (Hanovre-Oriental)             | Heinrich Beythien                 |       | DVP   |
| État libre de Prusse                                                    | 17 (Hanovre-Oriental)             | Ludwig Alpers                     |       | DHP   |
| État libre de Prusse                                                    | 17 (Hanovre-Oriental)             | Georg Ernst von Bernstorff        |       | DHP   |
| État libre de Prusse                                                    | 17 (Hanovre-Oriental)             | Carl Sievers                      |       | DHP   |
| État libre de Prusse                                                    | 18 (Hanovre-du-Sud-Brunswick)     | Elise Bartels                     |       | SPD   |
| État libre de Prusse                                                    | 18 (Hanovre-du-Sud-Brunswick)     | August Brey                       |       | SPD   |
| État libre de Prusse                                                    | 18 (Hanovre-du-Sud-Brunswick)     | Gustav Adolf Fischer              |       | SPD   |
| État libre de Prusse                                                    | 18 (Hanovre-du-Sud-Brunswick)     | Joseph Hartleib                   |       | SPD   |
| État libre de Prusse                                                    | 18 (Hanovre-du-Sud-Brunswick)     | Heinrich Rieke                    |       | SPD   |
| État libre de Prusse                                                    | 18 (Hanovre-du-Sud-Brunswick)     | Karl Aderhold                     |       | USPD  |
| État libre de Prusse                                                    | 18 (Hanovre-du-Sud-Brunswick)     | Carl Eckardt                      |       | USPD  |
| État libre de Prusse                                                    | 18 (Hanovre-du-Sud-Brunswick)     | August Karsten                    |       | USPD  |
| État libre de Prusse                                                    | 18 (Hanovre-du-Sud-Brunswick)     | Wilhelm Voß                       |       | USPD  |
| État libre de Prusse                                                    | 18 (Hanovre-du-Sud-Brunswick)     | Erich Wienbeck                    |       | DNVP  |
| État libre de Prusse                                                    | 18 (Hanovre-du-Sud-Brunswick)     | Helmuth Albrecht                  |       | DVP   |
| État libre de Prusse                                                    | 18 (Hanovre-du-Sud-Brunswick)     | Wilhelm Dusche                    |       | DVP   |
| État libre de Prusse                                                    | 18 (Hanovre-du-Sud-Brunswick)     | Christel Machens                  |       | ZEN   |
| État libre de Prusse                                                    | 18 (Hanovre-du-Sud-Brunswick)     | Wilhelm Maxen                     |       | ZEN   |
| État libre de Prusse                                                    | 18 (Hanovre-du-Sud-Brunswick)     | Wilhelm Heile                     |       | DDP   |
| État libre de Prusse                                                    | 18 (Hanovre-du-Sud-Brunswick)     | Hermann Colshorn                  |       | DHP   |
| État libre de Prusse                                                    | 18 (Hanovre-du-Sud-Brunswick)     | Heinrich Langwost                 |       | DHP   |
| État libre de Prusse                                                    | 19 (Westphalie-du-Nord)           | Alfred Janschek                   |       | SPD   |
| État libre de Prusse                                                    | 19 (Westphalie-du-Nord)           | Carl Schreck                      |       | SPD   |
| État libre de Prusse                                                    | 19 (Westphalie-du-Nord)           | Carl Severing                     |       | SPD   |
| État libre de Prusse                                                    | 19 (Westphalie-du-Nord)           | Josef Ernst                       |       | USPD  |
| État libre de Prusse                                                    | 19 (Westphalie-du-Nord)           | Alfred Hugenberg                  |       | DNVP  |
| État libre de Prusse                                                    | 19 (Westphalie-du-Nord)           | Friedrich Harte                   |       | DVP   |
| État libre de Prusse                                                    | 19 (Westphalie-du-Nord)           | Otto Hugo                         |       | DVP   |
| État libre de Prusse                                                    | 19 (Westphalie-du-Nord)           | Franz Bornefeld-Ettmann           |       | ZEN   |
| État libre de Prusse                                                    | 19 (Westphalie-du-Nord)           | Carl Herold                       |       | ZEN   |
| État libre de Prusse                                                    | 19 (Westphalie-du-Nord)           | Anton Höfle                       |       | ZEN   |
| État libre de Prusse                                                    | 19 (Westphalie-du-Nord)           | Rudolf ten Hompel                 |       | ZEN   |
| État libre de Prusse                                                    | 19 (Westphalie-du-Nord)           | Hermann Lange-Hegermann           |       | ZEN   |
| État libre de Prusse                                                    | 19 (Westphalie-du-Nord)           | Georg Schreiber                   |       | ZEN   |
| État libre de Prusse                                                    | 19 (Westphalie-du-Nord)           | Adam Stegerwald                   |       | ZEN   |
| État libre de Prusse                                                    | 20 (Westphalie-du-Sud)            | Heinrich Hansmann                 |       | SPD   |
| État libre de Prusse                                                    | 20 (Westphalie-du-Sud)            | Otto Hue                          |       | SPD   |
| État libre de Prusse                                                    | 20 (Westphalie-du-Sud)            | Max König                         |       | SPD   |
| État libre de Prusse                                                    | 20 (Westphalie-du-Sud)            | Berta Schulz                      |       | SPD   |
| État libre de Prusse                                                    | 20 (Westphalie-du-Sud)            | Karl Spiegel                      |       | SPD   |
| État libre de Prusse                                                    | 20 (Westphalie-du-Sud)            | Konrad Ludwig                     |       | USPD  |
| État libre de Prusse                                                    | 20 (Westphalie-du-Sud)            | Walter Oettinghaus                |       | USPD  |
| État libre de Prusse                                                    | 20 (Westphalie-du-Sud)            | Heinrich Pieper                   |       | USPD  |
| État libre de Prusse                                                    | 20 (Westphalie-du-Sud)            | Heinrich Teuber                   |       | USPD  |
| État libre de Prusse                                                    | 20 (Westphalie-du-Sud)            | Reinhard Mumm                     |       | DNVP  |
| État libre de Prusse                                                    | 20 (Westphalie-du-Sud)            | Albert Vögler                     |       | DVP   |
| État libre de Prusse                                                    | 20 (Westphalie-du-Sud)            | Heinrich Westermann               |       | DVP   |
| État libre de Prusse                                                    | 20 (Westphalie-du-Sud)            | August Winnefeld                  |       | DVP   |
| État libre de Prusse                                                    | 20 (Westphalie-du-Sud)            | Johannes Becker                   |       | ZEN   |
| État libre de Prusse                                                    | 20 (Westphalie-du-Sud)            | Heinrich Imbusch                  |       | ZEN   |
| État libre de Prusse                                                    | 20 (Westphalie-du-Sud)            | Agnes Neuhaus                     |       | ZEN   |
| État libre de Prusse                                                    | 20 (Westphalie-du-Sud)            | Anton Rheinländer                 |       | ZEN   |
| État libre de Prusse                                                    | 20 (Westphalie-du-Sud)            | Paul Schulz-Gahmen                |       | ZEN   |
| État libre de Prusse                                                    | 20 (Westphalie-du-Sud)            | Paul Ziegler                      |       | DDP   |
| État libre de Prusse                                                    | 21 (Hesse-Nassau)                 | Gustav Hoch                       |       | SPD   |
| État libre de Prusse                                                    | 21 (Hesse-Nassau)                 | Eugen Kaiser                      |       | SPD   |
| État libre de Prusse                                                    | 21 (Hesse-Nassau)                 | Philipp Scheidemann               |       | SPD   |
| État libre de Prusse                                                    | 21 (Hesse-Nassau)                 | Johanna Tesch                     |       | SPD   |
| État libre de Prusse                                                    | 21 (Hesse-Nassau)                 | Georg Thöne                       |       | SPD   |
| État libre de Prusse                                                    | 21 (Hesse-Nassau)                 | Robert Dißmann                    |       | USPD  |
| État libre de Prusse                                                    | 21 (Hesse-Nassau)                 | Tony Sender                       |       | USPD  |
| État libre de Prusse                                                    | 21 (Hesse-Nassau)                 | Karl Helfferich                   |       | DNVP  |
| État libre de Prusse                                                    | 21 (Hesse-Nassau)                 | Heinrich Lind                     |       | DNVP  |
| État libre de Prusse                                                    | 21 (Hesse-Nassau)                 | Karl Hepp                         |       | DVP   |
| État libre de Prusse                                                    | 21 (Hesse-Nassau)                 | Jakob Riesser                     |       | DVP   |
| État libre de Prusse                                                    | 21 (Hesse-Nassau)                 | Theodor Seibert                   |       | DVP   |
| État libre de Prusse                                                    | 21 (Hesse-Nassau)                 | Karl Herbert                      |       | ZEN   |
| État libre de Prusse                                                    | 21 (Hesse-Nassau)                 | Mathias Höner                     |       | ZEN   |
| État libre de Prusse                                                    | 21 (Hesse-Nassau)                 | Paul Jungblut                     |       | ZEN   |
| État libre de Prusse                                                    | 21 (Hesse-Nassau)                 | Jean Albert Schwarz               |       | ZEN   |
| État populaire de Hesse                                                 | 22 (Hesse-Darmstadt)              | Eduard David                      |       | SPD   |
| État populaire de Hesse                                                 | 22 (Hesse-Darmstadt)              | Ludwig Quessel                    |       | SPD   |
| État populaire de Hesse                                                 | 22 (Hesse-Darmstadt)              | Carl Ulrich                       |       | SPD   |
| État populaire de Hesse                                                 | 22 (Hesse-Darmstadt)              | Georg Beckmann                    |       | USPD  |
| État populaire de Hesse                                                 | 22 (Hesse-Darmstadt)              | Wilhelm Dorsch                    |       | DNVP  |
| État populaire de Hesse                                                 | 22 (Hesse-Darmstadt)              | Johann Becker                     |       | DVP   |
| État populaire de Hesse                                                 | 22 (Hesse-Darmstadt)              | Otto von Brentano di Tremezzo     |       | ZEN   |
| État populaire de Hesse                                                 | 22 (Hesse-Darmstadt)              | Adolf Korell                      |       | DDP   |
| État libre de Prusse                                                    | 23 (Aix-la-Chapelle-Cologne)      | Johannes Meerfeld                 |       | SPD   |
| État libre de Prusse                                                    | 23 (Aix-la-Chapelle-Cologne)      | Wilhelm Sollmann                  |       | SPD   |
| État libre de Prusse                                                    | 23 (Aix-la-Chapelle-Cologne)      | Philipp Fries                     |       | USPD  |
| État libre de Prusse                                                    | 23 (Aix-la-Chapelle-Cologne)      | Carl Baumann                      |       | ZEN   |
| État libre de Prusse                                                    | 23 (Aix-la-Chapelle-Cologne)      | Wilhelm Busch                     |       | ZEN   |
| État libre de Prusse                                                    | 23 (Aix-la-Chapelle-Cologne)      | Thomas Eßer                       |       | ZEN   |
| État libre de Prusse                                                    | 23 (Aix-la-Chapelle-Cologne)      | Otto Gerig                        |       | ZEN   |
| État libre de Prusse                                                    | 23 (Aix-la-Chapelle-Cologne)      | Joseph Joos                       |       | ZEN   |
| État libre de Prusse                                                    | 23 (Aix-la-Chapelle-Cologne)      | Albert Lauscher                   |       | ZEN   |
| État libre de Prusse                                                    | 23 (Aix-la-Chapelle-Cologne)      | Josef Nacken                      |       | ZEN   |
| État libre de Prusse                                                    | 23 (Aix-la-Chapelle-Cologne)      | Josef Sinn                        |       | ZEN   |
| État libre de Prusse                                                    | 23 (Aix-la-Chapelle-Cologne)      | Christine Teusch                  |       | ZEN   |
| État libre de Prusse                                                    | 23 (Aix-la-Chapelle-Cologne)      | Karl Trimborn                     |       | ZEN   |
| État libre de Prusse                                                    | 24 (Coblence-Trèves)              | Karl Zörgiebel                    |       | SPD   |
| État libre de Prusse                                                    | 24 (Coblence-Trèves)              | Richard Oertel                    |       | DVP   |
| État libre de Prusse                                                    | 24 (Coblence-Trèves)              | Theodor von Guérard               |       | ZEN   |
| État libre de Prusse                                                    | 24 (Coblence-Trèves)              | Ludwig Kaas                       |       | ZEN   |
| État libre de Prusse                                                    | 24 (Coblence-Trèves)              | Matthias Neyses                   |       | ZEN   |
| État libre de Prusse                                                    | 24 (Coblence-Trèves)              | Peter Tremmel                     |       | ZEN   |
| État libre de Prusse                                                    | 24 (Coblence-Trèves)              | Christian Veltin                  |       | ZEN   |
| État libre de Prusse                                                    | 25 (Düsseldorf-Est)               | Heinrich Jäcker                   |       | SPD   |
| État libre de Prusse                                                    | 25 (Düsseldorf-Est)               | Karl Obermeyer                    |       | SPD   |
| État libre de Prusse                                                    | 25 (Düsseldorf-Est)               | Lore Agnes                        |       | USPD  |
| État libre de Prusse                                                    | 25 (Düsseldorf-Est)               | Otto Brass                        |       | USPD  |
| État libre de Prusse                                                    | 25 (Düsseldorf-Est)               | Hermann Merkel                    |       | USPD  |
| État libre de Prusse                                                    | 25 (Düsseldorf-Est)               | Julius Rosemann                   |       | USPD  |
| État libre de Prusse                                                    | 25 (Düsseldorf-Est)               | Paul Sauerbrey                    |       | USPD  |
| État libre de Prusse                                                    | 25 (Düsseldorf-Est)               | Wilhelm Koch                      |       | DNVP  |
| État libre de Prusse                                                    | 25 (Düsseldorf-Est)               | Karl Neuhaus                      |       | DNVP  |
| État libre de Prusse                                                    | 25 (Düsseldorf-Est)               | Otto Adams                        |       | DVP   |
| État libre de Prusse                                                    | 25 (Düsseldorf-Est)               | Adolf Kempkes                     |       | DVP   |
| État libre de Prusse                                                    | 25 (Düsseldorf-Est)               | Johannes Giesberts                |       | ZEN   |
| État libre de Prusse                                                    | 25 (Düsseldorf-Est)               | Wilhelm Marx                      |       | ZEN   |
| État libre de Prusse                                                    | 25 (Düsseldorf-Est)               | Peter Schlack                     |       | ZEN   |
| État libre de Prusse                                                    | 25 (Düsseldorf-Est)               | Anton Erkelenz                    |       | DDP   |
| État libre de Prusse                                                    | 26 (Düsseldorf-Ouest)             | Otto Braun                        |       | SPD   |
| État libre de Prusse                                                    | 26 (Düsseldorf-Ouest)             | Johannes Thabor                   |       | SPD   |
| État libre de Prusse                                                    | 26 (Düsseldorf-Ouest)             | Walter Stoecker                   |       | USPD  |
| État libre de Prusse                                                    | 26 (Düsseldorf-Ouest)             | Otto Most                         |       | DVP   |
| État libre de Prusse                                                    | 26 (Düsseldorf-Ouest)             | Joseph Allekotte                  |       | ZEN   |
| État libre de Prusse                                                    | 26 (Düsseldorf-Ouest)             | Johannes Bell                     |       | ZEN   |
| État libre de Prusse                                                    | 26 (Düsseldorf-Ouest)             | Florian Klöckner                  |       | ZEN   |
| État libre de Prusse                                                    | 26 (Düsseldorf-Ouest)             | Franz Wieber                      |       | ZEN   |
| Bavière                                                                 | 27 (Haute-Bavière-Souabe)         | Martin Gruber                     |       | SPD   |
| Bavière                                                                 | 27 (Haute-Bavière-Souabe)         | Antonie Pfülf                     |       | SPD   |
| Bavière                                                                 | 27 (Haute-Bavière-Souabe)         | Georg Simon                       |       | SPD   |
| Bavière                                                                 | 27 (Haute-Bavière-Souabe)         | Wendelin Thomas                   |       | USPD  |
| Bavière                                                                 | 27 (Haute-Bavière-Souabe)         | Hans Unterleitner                 |       | USPD  |
| Bavière                                                                 | 27 (Haute-Bavière-Souabe)         | Friedrich Edler von Braun         |       | DNVP  |
| Bavière                                                                 | 27 (Haute-Bavière-Souabe)         | Eduard Hamm                       |       | DDP   |
| Bavière                                                                 | 27 (Haute-Bavière-Souabe)         | Sebastian Diernreiter             |       | BVP   |
| Bavière                                                                 | 27 (Haute-Bavière-Souabe)         | Erich Emminger                    |       | BVP   |
| Bavière                                                                 | 27 (Haute-Bavière-Souabe)         | Josef Jaud                        |       | BVP   |
| Bavière                                                                 | 27 (Haute-Bavière-Souabe)         | Franz Xaver Lang                  |       | BVP   |
| Bavière                                                                 | 27 (Haute-Bavière-Souabe)         | Thusnelda Lang-Brumann            |       | BVP   |
| Bavière                                                                 | 27 (Haute-Bavière-Souabe)         | Wilhelm Mayer                     |       | BVP   |
| Bavière                                                                 | 27 (Haute-Bavière-Souabe)         | August Ponschab                   |       | BVP   |
| Bavière                                                                 | 27 (Haute-Bavière-Souabe)         | Hans Rauch                        |       | BVP   |
| Bavière                                                                 | 27 (Haute-Bavière-Souabe)         | Rudolf Schwarzer                  |       | BVP   |
| Bavière                                                                 | 27 (Haute-Bavière-Souabe)         | Franz Xaver Weixler               |       | BVP   |
| Bavière                                                                 | 27 (Haute-Bavière-Souabe)         | Georg Eisenberger                 |       | BBB   |
| Bavière                                                                 | 27 (Haute-Bavière-Souabe)         | Anton Fehr                        |       | BBB   |
| Bavière                                                                 | 28 (Basse-Bavière-Haut-Palatinat) | Franz Dauer                       |       | BVP   |
| Bavière                                                                 | 28 (Basse-Bavière-Haut-Palatinat) | Franz Gerauer                     |       | BVP   |
| Bavière                                                                 | 28 (Basse-Bavière-Haut-Palatinat) | Georg Heim                        |       | BVP   |
| Bavière                                                                 | 28 (Basse-Bavière-Haut-Palatinat) | Michael Lukas                     |       | BVP   |
| Bavière                                                                 | 28 (Basse-Bavière-Haut-Palatinat) | Benedikt Bachmeier                |       | BBB   |
| Bavière                                                                 | 29 (Franconie)                    | Adolf Braun                       |       | SPD   |
| Bavière                                                                 | 29 (Franconie)                    | Hermann Müller                    |       | SPD   |
| Bavière                                                                 | 29 (Franconie)                    | Johann Vogel                      |       | SPD   |
| Bavière                                                                 | 29 (Franconie)                    | Hans Seidel                       |       | USPD  |
| Bavière                                                                 | 29 (Franconie)                    | Josef Simon                       |       | USPD  |
| Bavière                                                                 | 29 (Franconie)                    | Fritz Soldmann                    |       | USPD  |
| Bavière                                                                 | 29 (Franconie)                    | Georg Bachmann                    |       | DNVP  |
| Bavière                                                                 | 29 (Franconie)                    | Hermann Strathmann                |       | DNVP  |
| Bavière                                                                 | 29 (Franconie)                    | Luitpold Weilnböck                |       | DNVP  |
| Bavière                                                                 | 29 (Franconie)                    | Andreas Kerschbaum                |       | DDP   |
| Bavière                                                                 | 29 (Franconie)                    | Konrad Weiß                       |       | DDP   |
| Bavière                                                                 | 29 (Franconie)                    | Konrad Beyerle                    |       | BVP   |
| Bavière                                                                 | 29 (Franconie)                    | Liborius Gerstenberger            |       | BVP   |
| Bavière                                                                 | 29 (Franconie)                    | Franz Herbert                     |       | BVP   |
| Bavière                                                                 | 29 (Franconie)                    | Johann Leicht                     |       | BVP   |
| Bavière                                                                 | 29 (Franconie)                    | Carl Schirmer                     |       | BVP   |
| Bavière                                                                 | 30 (Palatinat)                    | Johannes Hoffmann                 |       | SPD   |
| Bavière                                                                 | 30 (Palatinat)                    | Karl Gebhart                      |       | DVP   |
| Bavière                                                                 | 30 (Palatinat)                    | Heinrich Janson                   |       | DVP   |
| Bavière                                                                 | 30 (Palatinat)                    | Albert Zapf                       |       | DVP   |
| Bavière                                                                 | 30 (Palatinat)                    | Hermann Hofmann                   |       | BVP   |
| État libre de Saxe                                                      | 31 (Dresde-Bautzen)               | Wilhelm Buck                      |       | SPD   |
| État libre de Saxe                                                      | 31 (Dresde-Bautzen)               | Hermann Kahmann                   |       | SPD   |
| État libre de Saxe                                                      | 31 (Dresde-Bautzen)               | Hermann Krätzig                   |       | SPD   |
| État libre de Saxe                                                      | 31 (Dresde-Bautzen)               | Richard Schmidt                   |       | SPD   |
| État libre de Saxe                                                      | 31 (Dresde-Bautzen)               | Hermann Fleißner                  |       | USPD  |
| État libre de Saxe                                                      | 31 (Dresde-Bautzen)               | Paul Ristau                       |       | USPD  |
| État libre de Saxe                                                      | 31 (Dresde-Bautzen)               | Johannes Schirmer                 |       | USPD  |
| État libre de Saxe                                                      | 31 (Dresde-Bautzen)               | Alwin Domsch                      |       | DNVP  |
| État libre de Saxe                                                      | 31 (Dresde-Bautzen)               | Jakob Wilhelm Reichert            |       | DNVP  |
| État libre de Saxe                                                      | 31 (Dresde-Bautzen)               | Otto Everling                     |       | DVP   |
| État libre de Saxe                                                      | 31 (Dresde-Bautzen)               | Rudolf Heinze                     |       | DVP   |
| État libre de Saxe                                                      | 31 (Dresde-Bautzen)               | Kurt Sorge                        |       | DVP   |
| État libre de Saxe                                                      | 31 (Dresde-Bautzen)               | Wilhelm Külz                      |       | DDP   |
| État libre de Saxe                                                      | 32 (Leipzig)                      | Karl Pinkau                       |       | SPD   |
| État libre de Saxe                                                      | 32 (Leipzig)                      | Hermann Siebold                   |       | SPD   |
| État libre de Saxe                                                      | 32 (Leipzig)                      | Friedrich Geyer                   |       | USPD  |
| État libre de Saxe                                                      | 32 (Leipzig)                      | Richard Lipinski                  |       | USPD  |
| État libre de Saxe                                                      | 32 (Leipzig)                      | Karl Ryssel                       |       | USPD  |
| État libre de Saxe                                                      | 32 (Leipzig)                      | Friedrich Seger                   |       | USPD  |
| État libre de Saxe                                                      | 32 (Leipzig)                      | Otto Hoetzsch                     |       | DNVP  |
| État libre de Saxe                                                      | 32 (Leipzig)                      | Albrecht Philipp                  |       | DNVP  |
| État libre de Saxe                                                      | 32 (Leipzig)                      | Kurt von Lersner                  |       | DVP   |
| État libre de Saxe                                                      | 32 (Leipzig)                      | Wilhelm Tuch                      |       | DVP   |
| État libre de Saxe                                                      | 32 (Leipzig)                      | Johannes Wunderlich               |       | DVP   |
| État libre de Saxe                                                      | 32 (Leipzig)                      | Walter Goetz                      |       | DDP   |
| État libre de Saxe                                                      | 33 (Chemnitz-Zwickau)             | Richard Meier                     |       | SPD   |
| État libre de Saxe                                                      | 33 (Chemnitz-Zwickau)             | Hermann Molkenbuhr                |       | SPD   |
| État libre de Saxe                                                      | 33 (Chemnitz-Zwickau)             | Minna Schilling                   |       | SPD   |
| État libre de Saxe                                                      | 33 (Chemnitz-Zwickau)             | Daniel Stücklen                   |       | SPD   |
| État libre de Saxe                                                      | 33 (Chemnitz-Zwickau)             | Hermann Jäckel                    |       | USPD  |
| État libre de Saxe                                                      | 33 (Chemnitz-Zwickau)             | Bernhard Kuhnt                    |       | USPD  |
| État libre de Saxe                                                      | 33 (Chemnitz-Zwickau)             | Friedrich Puchta                  |       | USPD  |
| État libre de Saxe                                                      | 33 (Chemnitz-Zwickau)             | Georg Barth                       |       | DNVP  |
| État libre de Saxe                                                      | 33 (Chemnitz-Zwickau)             | Franz Biener                      |       | DNVP  |
| État libre de Saxe                                                      | 33 (Chemnitz-Zwickau)             | Franz Brüninghaus                 |       | DVP   |
| État libre de Saxe                                                      | 33 (Chemnitz-Zwickau)             | Adolf Findeisen                   |       | DVP   |
| État libre de Saxe                                                      | 33 (Chemnitz-Zwickau)             | Alfred Brodauf                    |       | DDP   |
| État libre de Saxe                                                      | 33 (Chemnitz-Zwickau)             | Clara Zetkin                      |       | KPD   |
| État libre populaire de Wurtemberg                                      | 34 (Wurtemberg)                   | Franz Feuerstein                  |       | SPD   |
| État libre populaire de Wurtemberg                                      | 34 (Wurtemberg)                   | Karl Hildenbrand                  |       | SPD   |
| État libre populaire de Wurtemberg                                      | 34 (Wurtemberg)                   | Wilhelm Keil                      |       | SPD   |
| État libre populaire de Wurtemberg                                      | 34 (Wurtemberg)                   | Hermann Remmele                   |       | USPD  |
| État libre populaire de Wurtemberg                                      | 34 (Wurtemberg)                   | Anna Ziegler                      |       | USPD  |
| État libre populaire de Wurtemberg                                      | 34 (Wurtemberg)                   | Wilhelm Bazille                   |       | DNVP  |
| État libre populaire de Wurtemberg                                      | 34 (Wurtemberg)                   | Wilhelm Haag                      |       | DNVP  |
| État libre populaire de Wurtemberg                                      | 34 (Wurtemberg)                   | Theodor Christian Körner          |       | DNVP  |
| État libre populaire de Wurtemberg                                      | 34 (Wurtemberg)                   | Wilhelm Vogt                      |       | DNVP  |
| État libre populaire de Wurtemberg                                      | 34 (Wurtemberg)                   | Josef Andre                       |       | ZEN   |
| État libre populaire de Wurtemberg                                      | 34 (Wurtemberg)                   | Eugen Bolz                        |       | ZEN   |
| État libre populaire de Wurtemberg                                      | 34 (Wurtemberg)                   | Hermann Eger                      |       | ZEN   |
| État libre populaire de Wurtemberg                                      | 34 (Wurtemberg)                   | Matthias Erzberger                |       | ZEN   |
| État libre populaire de Wurtemberg                                      | 34 (Wurtemberg)                   | Franz Feilmayr                    |       | ZEN   |
| État libre populaire de Wurtemberg                                      | 34 (Wurtemberg)                   | Conrad Haußmann                   |       | DDP   |
| État libre populaire de Wurtemberg                                      | 34 (Wurtemberg)                   | Karl Hermann                      |       | DDP   |
| État libre populaire de Wurtemberg                                      | 34 (Wurtemberg)                   | Hugo Herrmann                     |       | DDP   |
| État libre populaire de Wurtemberg                                      | 34 (Wurtemberg)                   | Philipp Wieland                   |       | DDP   |
| République de Bade                                                      | 35 (Bade)                         | Oskar Geck                        |       | SPD   |
| République de Bade                                                      | 35 (Bade)                         | Lorenz Riedmiller                 |       | SPD   |
| République de Bade                                                      | 35 (Bade)                         | Georg Schöpflin                   |       | SPD   |
| République de Bade                                                      | 35 (Bade)                         | Adolf Geck                        |       | USPD  |
| République de Bade                                                      | 35 (Bade)                         | Adolf Schwarz                     |       | USPD  |
| République de Bade                                                      | 35 (Bade)                         | Adelbert Düringer                 |       | DNVP  |
| République de Bade                                                      | 35 (Bade)                         | Karl Fischer                      |       | DNVP  |
| République de Bade                                                      | 35 (Bade)                         | Julius Curtius                    |       | DVP   |
| République de Bade                                                      | 35 (Bade)                         | Anton Damm                        |       | ZEN   |
| République de Bade                                                      | 35 (Bade)                         | Carl Diez                         |       | ZEN   |
| République de Bade                                                      | 35 (Bade)                         | Joseph Ersing                     |       | ZEN   |
| République de Bade                                                      | 35 (Bade)                         | Constantin Fehrenbach             |       | ZEN   |
| République de Bade                                                      | 35 (Bade)                         | Eduard Isenmann                   |       | ZEN   |
| République de Bade                                                      | 35 (Bade)                         | Joseph Wirth                      |       | ZEN   |
| République de Bade                                                      | 35 (Bade)                         | Hermann Dietrich                  |       | DDP   |
| République de Bade                                                      | 35 (Bade)                         | Ludwig Haas                       |       | DDP   |
| Liste                                                                   | /                                 | Ludwig Brunner                    |       | SPD   |
| Liste                                                                   | /                                 | Max Frank                         |       | SPD   |
| Liste                                                                   | /                                 | Georg Gradnauer                   |       | SPD   |
| Liste                                                                   | /                                 | Alfred Grotjahn                   |       | SPD   |
| Liste                                                                   | /                                 | Gustav Radbruch                   |       | SPD   |
| Liste                                                                   | /                                 | Alexander Schlicke                |       | SPD   |
| Liste                                                                   | /                                 | Robert Schmidt                    |       | SPD   |
| Liste                                                                   | /                                 | Heinrich Schulz                   |       | SPD   |
| Liste                                                                   | /                                 | Friedrich Stampfer                |       | SPD   |
| Liste                                                                   | /                                 | Willy Steinkopf                   |       | SPD   |
| Liste                                                                   | /                                 | Siegfried Aufhäuser               |       | USPD  |
| Liste                                                                   | /                                 | Georg Berthelé                    |       | USPD  |
| Liste                                                                   | /                                 | Lorenz Breunig                    |       | USPD  |
| Liste                                                                   | /                                 | Arno Bruchardt                    |       | USPD  |
| Liste                                                                   | /                                 | Curt Geyer                        |       | USPD  |
| Liste                                                                   | /                                 | Paul Hertz                        |       | USPD  |
| Liste                                                                   | /                                 | Heinrich Hüttmann                 |       | USPD  |
| Liste                                                                   | /                                 | Hans Mittwoch                     |       | USPD  |
| Liste                                                                   | /                                 | Hans Plettner                     |       | USPD  |
| Liste                                                                   | /                                 | Gustav Budjuhn                    |       | DNVP  |
| Liste                                                                   | /                                 | Clemens von Delbrück              |       | DNVP  |
| Liste                                                                   | /                                 | Hermann Dietrich                  |       | DNVP  |
| Liste                                                                   | /                                 | Max von Gallwitz                  |       | DNVP  |
| Liste                                                                   | /                                 | Hedwig Hoffmann                   |       | DNVP  |
| Liste                                                                   | /                                 | Johannes van den Kerkhoff         |       | DNVP  |
| Liste                                                                   | /                                 | Walther Lambach                   |       | DNVP  |
| Liste                                                                   | /                                 | Kurt Marcinowski                  |       | DNVP  |
| Liste                                                                   | /                                 | Paula Mueller                     |       | DNVP  |
| Liste                                                                   | /                                 | Gustav Roesicke                   |       | DNVP  |
| Liste                                                                   | /                                 | Georg Schultz                     |       | DNVP  |
| Liste                                                                   | /                                 | Paul Schulze                      |       | DNVP  |
| Liste                                                                   | /                                 | Julius Vogel                      |       | DNVP  |
| Liste                                                                   | /                                 | Karl Wiebel                       |       | DNVP  |
| Liste                                                                   | /                                 | Clara Mende                       |       | DVP   |
| Liste                                                                   | /                                 | Albrecht Morath                   |       | DVP   |
| Liste                                                                   | /                                 | Reinhold Quaatz                   |       | DVP   |
| Liste                                                                   | /                                 | Heinrich Rippler                  |       | DVP   |
| Liste                                                                   | /                                 | Karl von Schoch                   |       | DVP   |
| Liste                                                                   | /                                 | Hugo Stinnes                      |       | DVP   |
| Liste                                                                   | /                                 | Georg Streiter                    |       | DVP   |
| Liste                                                                   | /                                 | Otto Thiel                        |       | DVP   |
| Liste                                                                   | /                                 | Heinrich Brauns                   |       | ZEN   |
| Liste                                                                   | /                                 | Hedwig Dransfeld                  |       | ZEN   |
| Liste                                                                   | /                                 | Franz Fortmann                    |       | ZEN   |
| Liste                                                                   | /                                 | Franz Hitze                       |       | ZEN   |
| Liste                                                                   | /                                 | Johann Koch                       |       | ZEN   |
| Liste                                                                   | /                                 | Karl Korthaus                     |       | ZEN   |
| Liste                                                                   | /                                 | Arno von Rehbinder                |       | ZEN   |
| Liste                                                                   | /                                 | Peter Spahn                       |       | ZEN   |
| Liste                                                                   | /                                 | Friedrich Fick                    |       | DDP   |
| Liste                                                                   | /                                 | Hermann Fischer                   |       | DDP   |
| Liste                                                                   | /                                 | Otto Geßler                       |       | DDP   |
| Liste                                                                   | /                                 | Johannes Hieber                   |       | DDP   |
| Liste                                                                   | /                                 | Otto Keinath                      |       | DDP   |
| Liste                                                                   | /                                 | Wilhelm Kniest                    |       | DDP   |
| Liste                                                                   | /                                 | Otto Liese                        |       | DDP   |
| Liste                                                                   | /                                 | Marie-Elisabeth Lüders            |       | DDP   |
| Liste                                                                   | /                                 | Otto Schuldt                      |       | DDP   |
| Liste                                                                   | /                                 | Josef Böhm                        |       | BVP   |
| Liste                                                                   | /                                 | Bernhard Deermann                 |       | BVP   |
| Liste                                                                   | /                                 | Wilhelm Merck                     |       | BVP   |
| Liste                                                                   | /                                 | Paul Frölich                      |       | KPD   |
| Liste                                                                   | /                                 | Paul Levi                         |       | KPD   |
| Liste                                                                   | /                                 | Magnus Rauschmayr                 |       | BBB   |